# Justine Mintsa
Justine Mintsa, née  le 8 septembre 1949 à Oyem est une auteure gabonaise. 

## Biographie

### Origines
Née en 1949 dans le nord du Gabon, à Oyem, membre du peuple Fang, elle est le troisième enfant de douze frères et sœurs. 

### Éducation
Par son père instituteur puis ambassadeur du Gabon à Paris, elle est admise au Lycée Molière dans cette ville, puis revient au Gabon, y passe son baccalauréat et commence des études supérieures à l'Université de Libreville.
Elle obtient ensuite un doctorat en littérature anglaise à l'Université de Rouen en 1977.

### Carriére
Elle devient maître-assistante à l'Université de Libreville, dénommée ensuite Université Omar-Bongo, puis devient professeure jusqu'en 2014, où elle prend sa retraite d'enseignante,.
Son ouvrage Un seul tournant Makôsu : journal est un journal fictif d'une femme relatant (y compris avec humour) la création d'une nouvelle université, ce qui lui permet d'évoquer le mode de formation des élites en Afrique, et la démocratie souvent balbutiante, ainsi que la place de la femme dans la société.
Grâce à son roman Histoire d'Awu, Justine Mintsa fait partie des premiers auteurs publiés dans la collection Continents noirs, lorsque cette collection est créée par Gallimard en 2000,.
Elle fait partie d'une génération de nouveaux romanciers africains post-indépendance. Elle est également Présidente honoraire de l'Union des écrivains gabonais (elle en a été la présidente de 1977 à 2001). Particulièrement active dans le milieu culturel de son pays, elle a été également secrétaire générale de la Commission nationale du Centre international des civilisations bantu,  membre du Haut Conseil de la francophonie, etc,...

## Publications
- Un seul tournant, Makôsu: journal, la Pensée universelle, 1994 (ISBN 978-2-214-09675-8)

- Première lectures: récit, Editions HAHO, 1998 (ISBN 978-2-906718-70-8)

- Histoire d'Awu: roman, Gallimard, coll. « Continents noirs », 2000 (ISBN 978-2-07-075759-6)

- Larmes de cendre: roman, l'Harmattan, coll. « Encres noires », 2013 (ISBN 978-2-336-00223-1)